# Сеидов, Гасан Неймат оглы
Гасан Неймат оглы Сеидов (азерб. Həsən Nemət oğlu Seyidov; 16 августа 1932, Качагани, Борчалинский район, Грузинская ССР — 8 декабря 2004, Баку, Азербайджан) — советский азербайджанский партийный и государственный деятель. Председатель Совета министров Азербайджанской ССР (1981—1989), секретарь ЦК КП Азербайджана (1971—1981). Кандидат в члены ЦК КПСС (1981—1989), член бюро ЦК КП Азербайджана (1971—1989). Депутат Верховного Совета СССР (1980—1989). 

## Биография
Родился 16 августа 1932 в селе Качагани Борчалинского района Грузинской ССР (ныне Марнеульский муниципалитет Грузии).
В 1939—1946 годах обучался в средней школе в селе Качагани, в 1946—1951 годах учился в восьмилетней школе села Куйбышев Степанаванского района Армянской ССР, в 1951 году окончил среднюю школу в городе Степанаван. В 1956 году окончил Азербайджанский политехнический институт имени Ч. Ильдырыма по специальности инженер-механик.
Начал трудовую деятельность в 1956 году помощником мастера на машиностроительном заводе имени лейтенанта Шмидта, город Баку. В 1957 году — старший инженер-технолог, с 1957 года — начальник смены, с 1958 года — заместитель начальника механического цеха, с 1960 года — начальник механического и механосборочного цехов, с 1963 года — заместитель главного инженера, с 1965 года — директор Бакинского машиностроительного завода имени лейтенанта Шмидта министерства химического и нефтяного машиностроения СССР. На посту директора завода приложил много усилий для усовершенствования производственного процесса, обеспечил становление дисциплины на предприятии, способствовал началу производства ряда современного оборудования для добычи нефти.  
В 1971 году занимал пост заведующего промышленно-транспортным отделом ЦК КП Азербайджана, в 1971—1981 годах — секретарь ЦК Компартии Азербайджана. 
С 22 января 1981 года по 27 января 1989 года — председатель Совета Министров Азербайджанской ССР.
С января 1989 года — персональный пенсионер союзного значения, параллельно занимал должность представителя Министерства внешних экономических связей СССР при Совмине Азербайджанской ССР.
В 1991—1997 годах — генеральный директор информационно-коммерческого объединения «Азинком», в 1997—2004 годах — генеральный директор акционерного общества «Азинком».
Состоял в КПСС с 1956 года, выдвигался делегатом на XXVI (1981) и XXVII (1986) съезды КПСС, XIX Всесоюзную партийную конференцию (1988), ряд съездов Компартии Азербайджана. В 1981—1989 годах — кандидат в члены ЦК КПСС, в 1971—1989 годах — член бюро ЦК КП Азербайджана. Депутат Верховного Совета СССР 10-го созыва и 11-го созыва, Верховного Совета Азербайджанской ССР 8-го, 9-го, 10-го и 11-го созыва.
Скончался 8 декабря 2004 года в городе Баку.